# Orthopagus elegans
Orthopagus elegans är en insektsart som beskrevs av Melichar 1912. Orthopagus elegans ingår i släktet Orthopagus och familjen Dictyopharidae. Inga underarter finns listade i Catalogue of Life.